# John Urschel
John Cameron Urschel (* 24. Juni 1991 in Winnipeg) ist ein kanadischer Mathematiker und ehemaliger American-Football-Spieler. Er spielte von 2009 bis 2013 College Football an der Pennsylvania State University und von 2014 bis 2016 in der NFL für die Baltimore Ravens.

## Leben
John Urschel, der 1991 als Sohn eines Chirurgen und einer Anwältin im kanadischen Winnipeg geboren wurde, absolvierte eine von den Jesuiten geführte private Highschool in Buffalo, bevor er ein Studium der Mathematik an der Pennsylvania State University aufnahm. Er erlangte dort, jeweils mit einem perfekten Notendurchschnitt von 4,0 (GPA), im Mai 2012 einen Bachelor- und ein Jahr später einen Master-Abschluss. Seit 2016 ist er als Doktorand am Massachusetts Institute of Technology tätig. In diesem Rahmen forscht er in den Bereichen spektrale Graphentheorie, numerische lineare Algebra und maschinelles Lernen. Neben der Veröffentlichung mehrerer Artikel in mathematischen Fachzeitschriften hat er an seiner Alma Mater verschiedene Lehrveranstaltungen gehalten. Zu seinen Freizeitinteressen zählt unter anderem das Schachspielen.
Während seines Studiums spielte John Urschel von 2009 bis 2013 mit einem Sportstipendium College Football an der Pennsylvania State University. Er war während dieser Zeit unter anderem Mannschaftskapitän der Penn State Nittany Lions und erhielt 2013 die an den College-Football-Spieler mit der besten Kombination aus Erfolgen im Studium, sportlichen Leistungen und gemeinnützigen Aktivitäten verliehene William V. Campbell Trophy der National Football Foundation sowie 2014 den James E. Sullivan Award der Amateur Athletic Union für den herausragendsten Amateursportler in den USA.
Im Jahr 2014 wurde John Urschel in der fünften Runde des NFL Draft von den Baltimore Ravens aus der Profiliga NFL ausgewählt. Er absolvierte für das Team von 2014 bis 2016 in drei Spielzeiten insgesamt 40 Spiele als Offensive Guard, darunter 13 Spiele in der Startaufstellung. Im Juli 2017 beendete er im Alter von 26 Jahren überraschend seine aktive Profikarriere, zwei Tage nach dem Bekanntwerden einer im Journal of the American Medical Association veröffentlichten Fallstudie zur Häufigkeit der Hirnerkrankung chronisch-traumatische Enzephalopathie (CTE) bei verstorbenen American-Football-Spielern.
2021 schloss er seine Promotion ab und wurde vom MIT mit der von Michel Goemans betreuten Schrift Graphs, Principal Minors, and Eigenvalue Problems zum Ph.D. promoviert. 2023 wurde Urschel Assistenzprofessor an der mathematischen Fakultät des MIT.